# Apollophanes macropalpus
Apollophanes macropalpus är en spindelart som först beskrevs av Paik 1979.  Apollophanes macropalpus ingår i släktet Apollophanes och familjen snabblöparspindlar. Inga underarter finns listade i Catalogue of Life.